# يانيك فيريرا
يانيك فيريرا (بالإسبانية: Yannick Ferrera y Caro) (ولد في 24 سبتمبر 1980) هو مدرب كرة قدم بلجيكي ولاعب سابق، يدرب حاليًا نادي الزمالك في الدوري المصري الممتاز.

## مع الأندية
بدأ فيريرا مسيرته الكروية في أوائل العشرينات من عمره، حيث خاض تجربة قصيرة في عالم الاحتراف، ولعب خلالها مع عدد من الأندية البلجيكية، منها بيفيرين، وتوبيز، وترنات، وجيت. ولكنه سريع التنقل بين الانديه و ليس لديه استقرار بنادي معين وذلك بسبب ان نتائجه متوسطه

## المسيرة التدريبية
في عام 2004، عُيِّن فيريرا مدربًا لفريق الشباب في نادي أندرلخت، والذي كان يضم حينها لاعبين بارزين مثل روميلو لوكاكو وعدنان يانوزاي. في عام 2010، انضم إلى الجهاز الفني لنادي جينت، حيث عمل تحت قيادة المدرب ميشيل برودوم، الذي تبعه لاحقًا إلى نادي الشباب السعودي.
في عام 2012، تولّى فيريرا تدريب نادي شارلروا الذي ينافس في دوري الدرجة الأولى البلجيكي. وبعد عام، انتقل لتدريب نادي سينت ترويدن الذي كان ينشط في دوري الدرجة الثانية البلجيكي. نجح الفريق بقيادته في تحقيق الصعود إلى دوري الدرجة الأولى لموسم 2015–2016.
في سبتمبر 2015، عُيِّن فيريرا مدربًا لنادي ستاندارد لييج. وعلى الرغم من فوزه بكأس بلجيكا في ذلك الموسم، أُقيل من منصبه في وقت مبكر من موسم 2016–2017 بسبب خلافات مع مجلس الإدارة، ليحل محله ألكسندر يانكوفيتش. وسرعان ما تعاقد نادي ميخلين، الذي كان يانكوفيتش قد غادره، مع فيريرا بعقد لمدة موسمين.
في 14 أكتوبر 2019، تولّى فيريرا تدريب نادي الفتح السعودي في دوري المحترفين. وغادر النادي باتفاق متبادل في 9 يناير 2022.
في 21 أكتوبر 2022، عُيِّن فيريرا مديرًا فنيًا لنادي أومونيا نيقوسيا الذي ينافس في دوري الدرجة الأولى القبرصي، لكنه أُقيل في فبراير 2023 بسبب النتائج المخيبة في الدوري.
وفي 6 يونيو 2023، تولّى تدريب نادي الرياض السعودي الصاعد حديثًا إلى دوري المحترفين، لكنه أُقيل من منصبه في 20 سبتمبر 2023، في ظل تراجع نتائج الفريق وتواجده في مراكز الهبوط.
في مارس 2024، انضم فيريرا إلى نادي رويال وايت دارينغ مولنبيك (ديرينغ بروكسل حاليًا) لمساعدته في تجنب الهبوط خلال مرحلة الملحق. وعلى الرغم من انتعاشة مؤقتة في الأداء، هبط الفريق في نهاية المطاف إلى الدرجة الأدنى. ومع ذلك، جددت إدارة النادي الثقة بفيريرا ومنحته عقدًا لمدّة موسمين، لقيادة مشروع العودة إلى دوري الدرجة الأولى. وبعد فشل الفريق في تحقيق الصعود المباشر خلال موسم 2024–25، واضطراره للمشاركة مجددًا في مرحلة الملحق، انتهت العلاقة بين النادي ويانيك فيريرا.
في 4 يوليو 2025، تم تعيين فيريرا مديرًا فنيًا لنادي الزمالك المصري، وذلك بموجب عقد يمتد لعام واحد.

## الحياة الشخصية
وُلد فيريرا في مدينة أوكل البلجيكية لأب إسباني وأم إيطالية. احتفظ بجنسيته الإسبانية حتى عام 1992، حين حصل على الجنسية البلجيكية. يعمل والده فرانسيسكو، وعمّاه مانو وإميليو فيريرا جميعًا كمدربين لكرة القدم في بلجيكا.

## إحصائيات
| الفريق          | البلد    | من             | إلى            | المباريات (G) | فوز (W) | تعادل (D) | خسارة (L) | أهداف له (GF) | أهداف عليه (GA) | فارق الأهداف (GD) | نسبة الفوز (%) |
| --------------- | -------- | -------------- | -------------- | ------------- | ------- | --------- | --------- | ------------- | --------------- | ----------------- | -------------- |
| رويال شارلروا   | بلجيكا   | 14 يوليو 2012  | 14 فبراير 2013 | 27            | 9       | 4         | 14        | 30            | 48              | −18               | 33.33%         |
| سينت ترويدن     | بلجيكا   | 24 مايو 2013   | 7 سبتمبر 2015  | 84            | 51      | 16        | 17        | 137           | 84              | +53               | 60.71%         |
| ستاندارد لييج   | بلجيكا   | 7 سبتمبر 2015  | 6 سبتمبر 2016  | 42            | 19      | 9         | 14        | 61            | 54              | +7                | 45.24%         |
| كيه في ميخيلين  | بلجيكا   | 12 سبتمبر 2016 | 23 أكتوبر 2017 | 48            | 19      | 11        | 18        | 62            | 71              | −9                | 39.58%         |
| فاسلاند بيفيرين | بلجيكا   | 8 يونيو 2018   | 11 نوفمبر 2018 | 16            | 1       | 8         | 7         | 17            | 24              | −7                | 6.25%          |
| الفتح           | السعودية | 14 أكتوبر 2019 | 9 يناير 2022   | 77            | 29      | 19        | 29        | 130           | 124             | +6                | 37.66%         |
| أومونيا         | قبرص     | 23 أكتوبر 2022 | 6 فبراير 2023  | 17            | 9       | 2         | 6         | 25            | 17              | +8                | 52.94%         |
| الرياض          | السعودية | 6 يونيو 2023   | 20 سبتمبر 2023 | 6             | 1       | 1         | 4         | 4             | 16              | −12               | 16.67%         |
| ديرينغ بروكسل   | بلجيكا   | 23 مارس 2024   | 18 أبريل 2025  | 37            | 20      | 8         | 9         | 43            | 28              | +15               | 54.85%         |
| المجموع         | المجموع  | المجموع        | المجموع        | 354           | 158     | 78        | 118       | 509           | 466             | +43               | 44.63%         |